# Nørrebros Latin- og Realskole
Nørrebros Latin- og Realskole blev oprettet i 1865 af Christian Bredsdorff og Frederik Jungersen (1836-1912) under navnet Nørrebros Realskole. Sammenlagt med Ny Realskole oprettet af Gustav Bork i 1871 og opnået dimissionsret til studentereksamen i 1884 som Nørrebros Latin- og Realskole. Den 7. januar 1891 toges den nye bygning Ravnsborggade 11 i brug. Skolen blev i 1899 sammenlagt med Lyceum under navnet Lyceum, Nørrebros Latin- og Realskole.

## Skolebestyrere
- 1865-1892 Christian Bredsdorff (1836-1892)
- 1871-1904 Gustav Bork (1844-1934)

## Kendte studenter
- 1884 Johannes Jørgensen
- 1892 Theodor Ewald (1874-1923)
- 1894 Erik Arup
- 1898 Gustav Frederik Krog Clausen